# Mörtsjön (Hällesjö socken, Jämtland, 696340-150588)
Mörtsjön är en sjö i Bräcke kommun i Jämtland och ingår i Ljungans huvudavrinningsområde. Sjön har en area på 0,874 kvadratkilometer och ligger 285 meter över havet. Sjön avvattnas av vattendraget Mörtån.

## Delavrinningsområde
Mörtsjön ingår i det delavrinningsområde (696515-150441) som SMHI kallar för Utloppet av Mörtsjön. Medelhöjden är 340 meter över havet och ytan är 11,91 kvadratkilometer. Det finns inga avrinningsområden uppströms utan avrinningsområdet är högsta punkten. Mörtån som avvattnar avrinningsområdet har biflödesordning 3, vilket innebär att vattnet flödar genom totalt 3 vattendrag innan det når havet efter 137 kilometer. Avrinningsområdet består mestadels av skog (88 procent). Avrinningsområdet har 0,87 kvadratkilometer vattenytor vilket ger det en sjöprocent på 7,3 procent.